# Плащаниця Пресвятої Богородиці
Плащаниця Пресвятої Богородиці — стародавня ікона, яка зберігається в Старому Місті в Єрусалимі, у Гефсиманському подвор'ї, що навпроти Храму Гробу Господнього. Саме цю ікону за три дні до свята Успіння Пресвятої Богородиці доставляють хресним ходом в Гефсиманію, де обносять навколо гробу Пресвятої Богородиці. Там вона перебуває впродовж дев'яти днів — до Віддання свята Успіння, перед нею постійно читається Акафіст.